# NGC 441
NGC 441 là một thiên hà dạng hạt đậu loại (R ') SB (rs) 0 / a? nằm trong chòm sao Ngọc Phu. Nó được phát hiện vào ngày 27 tháng 9 năm 1834 bởi John Herschel. Nó được Dreyer mô tả là "prety faint, nhỏ, tròn, dần sáng hơn ở giữa".